# Bundesrat (Austria)
Il Consiglio federale dell'Austria o Bundesrat è la seconda camera del Parlamento austriaco, che rappresenta i nove Stati federati dell'Austria (Länder) a livello federale. 
Come parte di una legislatura bicamerale a fianco del Consiglio nazionale d'Austria (Nationalrat), il Bundesrat può essere ritenuto una camera alta o senato. Di fatto, però, quest'ultimo ha molti meno poteri rispetto al Consiglio nazionale: anche se deve approvare ogni nuova legge decisa dalla camera bassa, quest'ultima può - nella maggior parte dei casi - non tener conto del rifiuto del Bundesrat di approvare.
Il Bundesrat ha sede presso il palazzo del Parlamento di Vienna, presso la camera ex Herrenhaus del Consiglio imperiale (Reichsrat). Dal 20 settembre 2017, per lavori di ristrutturazione del palazzo stesso, le sessioni delle due camere del parlamento austriaco si tengono nell'Ausweichquartier, nella Hofburg.
I rappresentanti hanno il titolo di membri del Bundesrat (Mitglieder des Bundesrates) o di "consiglieri federali" (Bundesräte).
A differenza del Bundesrat tedesco, nel Bundesrat austriaco il mandato è libero.
La composizione del Consiglio federale austriaco riflette grosso modo le dinamiche della politica nazionale.

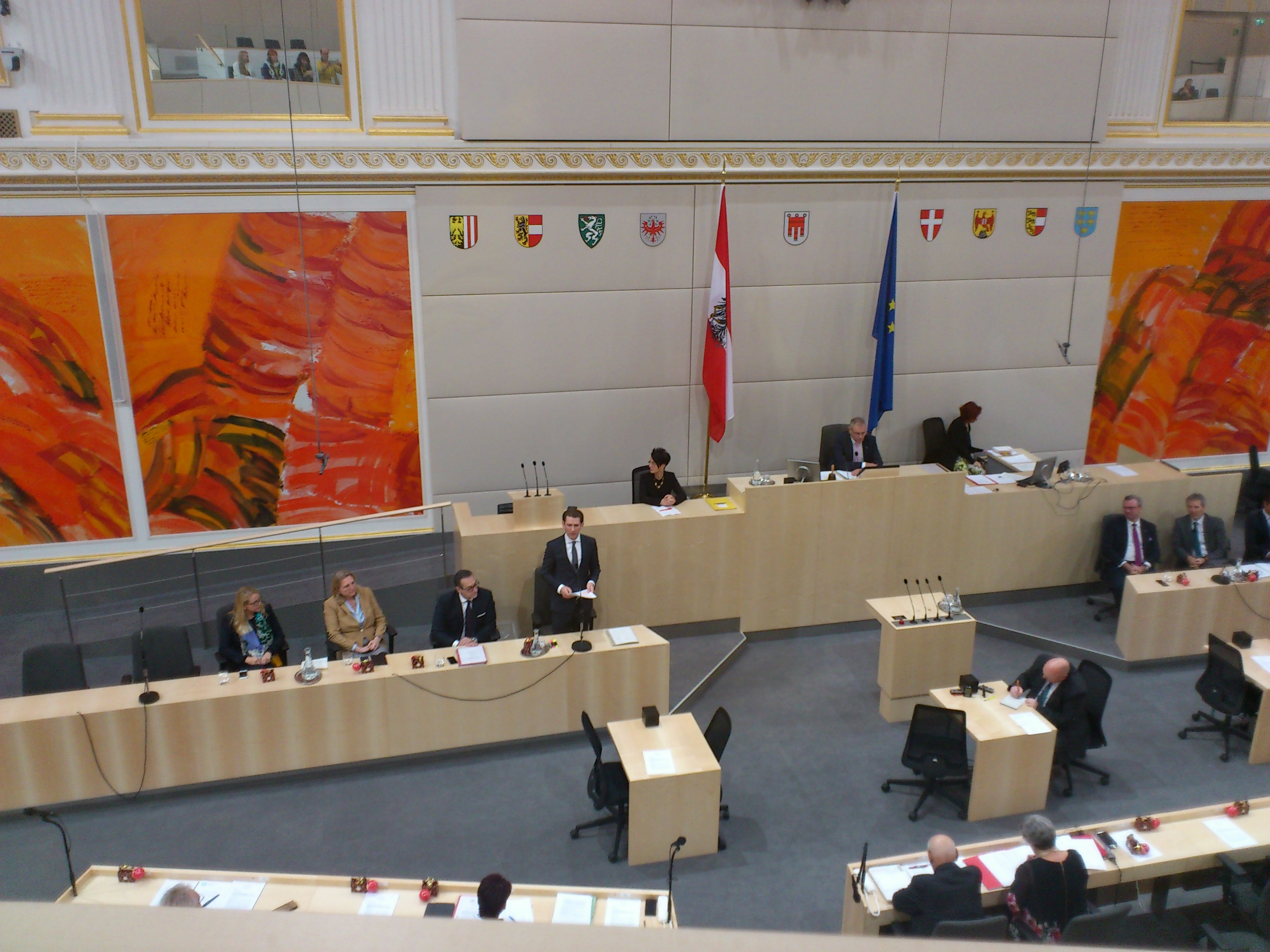
Il Cancelliere federale Sebastian Kurz si rivolge al Consiglio federale.

## Composizione

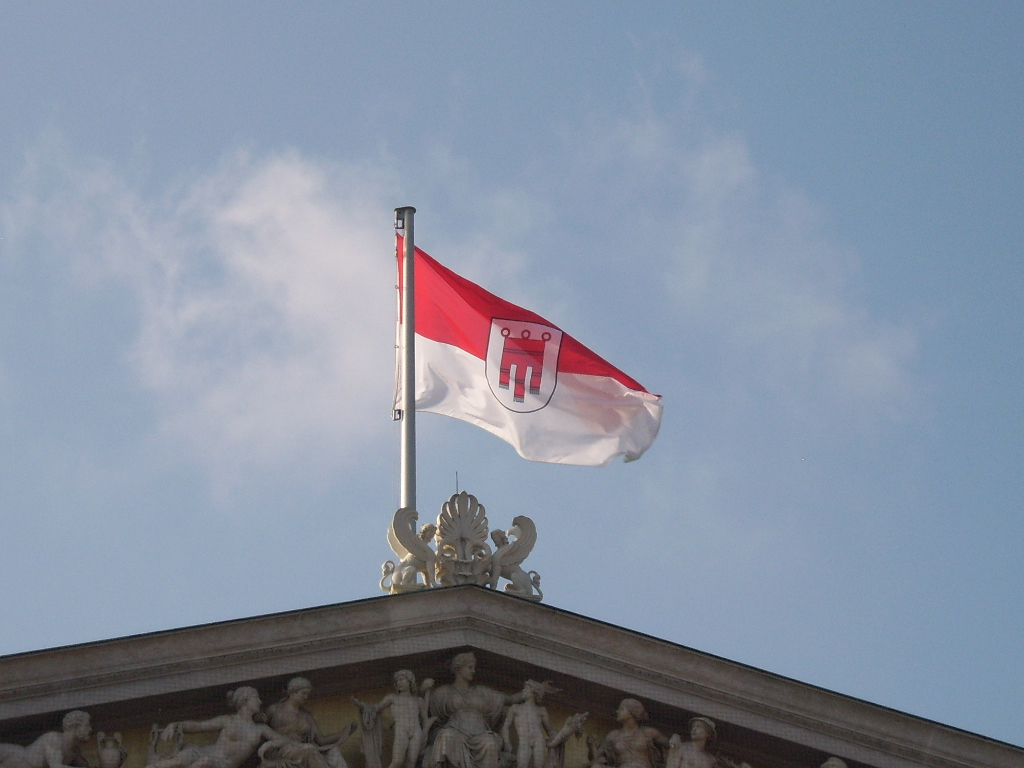
La bandiera dello stato del Vorarlberg sul tetto del palazzo del parlamento a Vienna, durante la presidenza del Vorarlberg nel Bundesrat nella seconda metà del 2008

I 60 membri (61 fino al giugno 2023) del Consiglio federale (Bundesräte) sono eletti secondo il sistema proporzionale da ciascuna delle assemblee legislative degli Stati federati dell'Austria (Landtage).
Il secondo partito per numeri di seggi di ogni Landtag ha il diritto di designare almeno un deputato al Bundesrat. 
Il numero dei rappresentanti delegati da ciascun Land varia tra i tre e i dodici, a seconda della sua popolazione, come accertato da un censimento regolare, ma è fissato per decreto presidenziale.
I membri del Consiglio federale sono eletti per il periodo di legislatura del Parlamento di ogni Stato. Non è necessario essere membri del parlamento statale di riferimento, tuttavia, devono essere ammessi a questo.
I consiglieri federali godono dell'immunità da parte dei rispettivi parlamenti. Ogni membro del Consiglio federale può votare liberamente, non vi è alcun obbligo di voto e di voto cordatario o blocchi di stati federati.
Il presidente del Consiglio federale rappresenta, nella presidenza rotatoria semestrale spettante a ogni Land, il più forte gruppo politico in uno Stato federale. Questo cambio di presidenza avviene in ordine alfabetico per stato e viene correlato con quello della conferenza nazionale dei presidenti dei Länder.
Anche se il Consiglio federale non ha una forte disciplina di partito, i membri si possono allineare lungo le linee di partito per la formazione dei gruppi politici (Fraktionen). Ogni gruppo parlamentare deve essere composto da almeno cinque consiglieri federali (i partiti con numero inferiore di consiglieri federali possono avere un gruppo parlamentare solo con una risoluzione del Bundesrat, che preveda l'accorpamento in un gruppo unico).
La composizione del Bundesrat è, a luglio 2025, la seguente:
| Land          | Seggi spettanti | ÖVP | SPÖ | FPÖ | GRÜNE | NEOS |
| ------------- | --------------- | --- | --- | --- | ----- | ---- |
| Burgenland    | 3               | -   | 2   | 1   | -     | --   |
| Carinzia      | 4               | 1   | 2   | 1   | -     | -    |
| Bassa Austria | 12              | 5   | 3   | 3   | 1     | -    |
| Alta Austria  | 10              | 5   | 2   | 2   | 1     | -    |
| Salisburghese | 4               | 2   | 1   | 1   | -     | -    |
| Stiria        | 9               | 3   | 2   | 4   | -     | -    |
| Tirolo        | 5               | 3   | 1   | 1   | -     | -    |
| Vorarlberg    | 3               | 2   | -   | 1   | -     | -    |
| Vienna        | 10              | 1   | 5   | 2   | 1     | 1    |
| Totale        | 60              | 22  | 18  | 16  | 3     | 1    |

## Competenze e funzioni

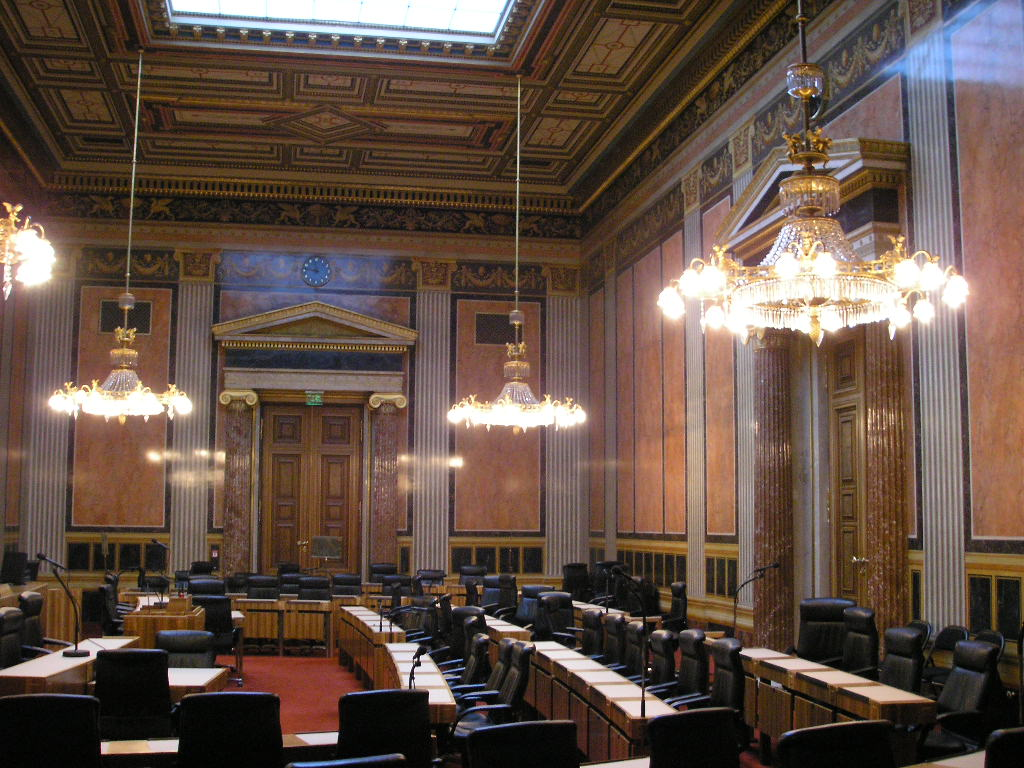
Aula del Consiglio federale dell'Austria

Come prescritto dalla Costituzione federale dell'Austria, viene tracciata una netta distinzione tra la legislazione federale e statale, infatti, all'articolo 42 la carta prevede che il Consiglio federale abbia solo il diritto di veto sulle leggi federali approvate dal Consiglio nazionale. Nella maggior parte dei casi il veto del Consiglio federale ha solo un effetto sospensivo, nel senso che il Consiglio nazionale può ignorarlo, facendo passare nuovamente la legge, con delibera ordinaria di almeno la metà dei suoi membri. Pertanto, le decisioni del Bundesrat può solo ritardare la legislazione.
Nei seguenti casi, però, l'approvazione del Consiglio federale è obbligatorio:
- leggi costituzionali o di normative intese a limitare le competenze degli stati federali,
- leggi relative ai diritti del Consiglio federale stesso,
- trattati relativi alla competenza degli stati federali.

Fin dalla sua inaugurazione il 10 novembre 1920, i deputati del Consiglio federale non hanno mai raggiunto uno status di contrappeso in relazione al Consiglio nazionale. Nel corso dei decenni il ruolo del Consiglio federale è stato visto come una mera aggiunta al parlamento austriaco, cosa che ha condotto a diverse discussioni sulle riforme normative, nei confronti di rappresentanza effettiva dei governi che vanno dal modello del Bundesrat tedesco all'abolizione completa della seconda camera degli stati. Finora, la camera alta è stata mantenuta come una manifestazione del sistema federale austriaco.
Il Consiglio federale e il Consiglio nazionale, se in seduta comune, formano un organismo parlamentare terzo: l'Assemblea federale che si riunisce per il giuramento del mandato del presidente federale d'Austria.

## Critiche
L'utilità del Bundesrat è controversa. Diverse voci politiche (specialmente dai Länder) sono per un rafforzamento del Bundesrat, altre al contrario sono per la sua abolizione. I critici sostengono che i partiti facciano cattivo uso del Consiglio federale come fucina di quadri politici, al fine di consentire ai politici più giovani il primo contatto con la politica federale. Inoltre, esso servirebbe a "parcheggiare" i membri anziani e impopolari del Consiglio nazionale, come il deputato dell'FPÖ John Gudenus: dopo che costui fece dichiarazioni negazioniste sull'esistenza delle camere a gas nel 1995, dovette rassegnare le sue dimissioni al Consiglio nazionale, per poi entrare pochi mesi più tardi nel Bundesrat.
Tra i politologi vi è una larga maggioranza a favore della sua abolizione. Una riforma, in qualunque direzione, si sta rivelando difficile. A tal proposito si è discusso non solo delle sue competenze, ma anche di una diversa composizione dell'organismo, che potrebbe essere composto dai rappresentanti delle diete o dei governi dei Länder. Così, si potrebbero almeno ottenere risparmi finanziari. È stato anche proposto di sostituire il Bundesrat con la conferenza dei presidenti dei Länder (un organo informale, non previsto dalla costituzione federale, che riunisce tutti i capi dei governi dei Länder).
Nella sua forma attuale, in cui di regola non può impedire l'approvazione delle leggi da parte del Consiglio nazionale, ma soltanto ritardarla, non soddisfa il compito di rappresentare i Länder nel processo legislativo federale.
Questo avviene per diverse ragioni. In primo luogo, il Bundesrat riflette i rapporti di forza tra i partiti all'interno delle diete statali (Landtage), cosicché la forza complessiva dei partiti nel Consiglio nazionale e nel Bundesrat è grosso modo la stessa. I consiglieri nel Bundesrat non si raggruppano, come nel Bundesrat tedesco, in base al Land di provenienza, ma secondo il partito cui appartenengono. Inoltre, i consiglieri dei diversi partiti formano in genere gruppi parlamentari non indipendenti, ma appartengono allo stesso gruppo parlamentare dei deputati al Consiglio nazionale dello stesso partito. Come risultato, i consiglieri federali seguono in buona parte il comportamento di voto dei loro colleghi del Consiglio nazionale, rendendo il comportamento di voto dei consiglieri federali, di regola, non guidato dagli interessi del loro Land, ma dagli interessi del loro partito.
Da alcuni politologi l'utilità del sistema bicamerale, in un paese delle dimensioni dell'Austria, viene messa in discussione. Altri paesi comparabili, come la Svezia, la Norvegia e la Danimarca, hanno un parlamento unicamerale. Come argomento per il mantenimento del Bundesrat di solito si sostiene che i sistemi bicamerali, in generale, sono caratteristici degli Stati con una struttura federale, affinché gli stati federati possano partecipare al processo legislativo federale attraverso una loro rappresentanza nella Camera alta. Inoltre, per abolire il Consiglio federale servirebbe una modifica della Costituzione federale, per la quale è necessaria una maggioranza qualificata in Parlamento e un referendum (art. 44 cpv 3 B-VG).